# Wiktor Czekmariow
Wiktor Iwanowicz Czekmariow, ros. Виктор Иванович Чекмарев (ur. 27 marca?/8 kwietnia 1861, zm. 14 października 1939 w okupowanej Polsce) – rosyjski wojskowy (generał porucznik), emigracyjny publicysta i pisarz historyczny.

## Życiorys
Ukończył władimirskie gimnazjum wojskowe w Kijowie, zaś w 1881 r. Korpus Paziów. Służył w lejbgwardii 3 Brygady Artylerii. Następnie przeniesiono go do lejbgwardii 1 Brygady Artylerii. W 1884 r. awansował do stopnia podporucznika, zaś w 1885 r. porucznika. W 1888 r. ukończył Nikołajewską Akademię Sztabu Generalnego w pierwszej kategorii. Mianowano go sztabskapitanem, a wkrótce potem kapitanem. Służył jako oberoficer do specjalnych poruczeń przy sztabie Kijowskiego Okręgu Wojskowego. W 1892 r. został podpułkownikiem. Objął funkcję starszego adiutanta w sztabie Kijowskiego Okręgu Wojskowego. W 1894 r. był młodszym pełnomocnikiem kancelarii naukowego komitetu wojskowego Sztabu Generalnego. W tym samym roku został szefem oddziału budowlanego sztabu Twierdzy Brześć Litewski. W 1896 r. awansował na pułkownika. W 1898 r. dowodził batalionem w 6 Libawskim Pułku Piechoty. Od 1899 r. był oficerem sztabowym przy zarządzie 47 Rezerwowej Brygady Piechoty. W 1903 r. objął dowództwo 5 Kijowskiego Pułku Grenadierów. Od 1906 r. w stopniu generała majora pełnił funkcję szefa sztabu Twierdzy Brześć Litewski. W 1909 r. został komendantem Twierdzy Oczaków. W 1912 r. mianowano go generałem porucznikiem. Pisał artykuły dotyczące historii wojskowości do wydawnictwa W. A. Bierezowskiego i czasopisma „Warszawskij wojennyj żurnał”. Od początku sierpnia 1917 r. znajdował się w rezerwie oficerskiej przy sztabie Kijowskiego Okręgu Wojskowego. W 1919 r. wstąpił do wojsk Białych gen. Antona I. Denikina. Znalazł się w rezerwie oficerskiej głównodowodzącego, a następnie Wojsk Obwodu Noworosyjskiego. 
Na początku 1920 r. wraz z wojskami Białych został ewakuowany z Odessy do Sewastopola. Na emigracji zamieszkał w maju tego roku w Królestwie SHS. W 1922 r. przeniósł się do Polski, gdzie ostatnie lata życia spędził w rodzinnym majątku ziemskim na Wołyniu. Pisał artykuły historyczne do pism emigracyjnych pod pseudonimem „Wiktor Jewdokimow”. Ponadto pracował nad publikacją pt. „Swiataja Ruś – swiaszczennajastrana otcow”, której pierwszy tom został opublikowany w 1932 r. pod tytułem „Ob osnowach gosudarstwiennogo ustrojstwa buduszczej Rossii”.